# Nicolas Chevereau
Pour les articles homonymes, voir Chevereau.
Nicolas Chevereau est un pianiste et compositeur français né à Paris en 1989. Il fit ses études au conservatoire à rayonnement régional de Boulogne-Billancourt avant d'entrer au Conservatoire National Supérieur de Musique de Paris (classes de Jean-Frédéric Neuburger, Anne Le Bozec, Erika Guiomar et Michaël Levinas) où il obtient trois masters ainsi qu'un prix d'analyse musicale. Il a en outre étudié le piano avec Aldo Ciccolini pendant sept ans.
Il a joué sur des scènes prestigieuses (Philharmonie de Paris, Opéra de Lyon, Teatro Alcalá à Madrid, Franska Skolan à Stockholm, Auditorium Bustani au Liban, Mercedes-Benz Arena à Shanghai, Bosch Center à Mascate, Pékin, Le Caire, etc…) et possède à son actif plusieurs disques en solo et en musique de chambre. En 2022, il est sur la scène du Théâtre des Bouffes Parisiens avec le comédien Jean-François Balmer pour un spectacle sur Beethoven.
Il est l'auteur d'une cinquantaine de mélodies pour chant et piano, perpétuant ainsi la tradition de ce genre né au XIXe siècle. Il est en outre le premier musicien à avoir mis en musique des poèmes de l'écrivain libanais Alexandre Najjar dont la création, le 18 mars 2016 avec l'orchestre philharmonique du Liban, a connu un grand succès local et médiatique. Le 25 septembre 2017, des extraits de ses Chants d'amour pour voix et piano sont interprétés au palais de l'Élysée, à l'occasion de la visite d'état en France du président de la République Libanaise Michel Aoun.
Son œuvre, essentiellement vocale, a été l’objet de recherches universitaires en Angleterre et aux États-Unis et a été enseignée dans des académies telles le Mozarteum de Salzbourg ou le London Song Festival.

## Œuvres

### Musique orchestrale
- Six chants d'amour pour voix et orchestre, sur des poèmes d'Alexandre Najjar (2015), Universal Edition
- Cinq poèmes de Baudelaire, pour baryton et orchestre (2017), éditions Delatour-France
- Divertissement, pour clarinette solo et orchestre (2019), éditions Delatour-France
- Concerto pour soprano colorature et orchestre (2020), éditions U.M.P.

### Mélodies
- La Lanterne magique, 9 mélodies sur des poèmes de Maurice Carême (2013), non publié
- Deux mélodies saturniennes, sur des poèmes de Paul Verlaine (2014), éditions Delatour-France
- Quatre poèmes de Ronsard (2014), éditions Delatour-France
- Musée en musique, 7 mélodies sur des poèmes de Paul Eluard (2014), éditions Delatour-France
- Six chants d'amour pour voix et piano, sur des poèmes d'Alexandre Najjar (2015), Universal Edition
- Rêve sur le Nil, 3 mélodies sur des poèmes de José-Maria de Heredia (2015), éditions Delatour-France
- Cinq poèmes de Baudelaire (2015), éditions Delatour-France
- Trois Lamenti (2016), éditions Delatour-France
- Variations amoureuses (2019), cycle de mélodies sur des poèmes d'Alexandre Najjar
- Aquarium (2020), éditions U.M.P.
- Nocturne, (2022), éditions U.M.P.

### Musique instrumentale
- Divertissement pour clarinette et piano (2012), éditions Delatour-France
- Toccata pour orgue (2013), éditions Delatour-France
- Fantaisie de Noël pour orgue (2013), éditions Delatour-France
- Sonate pour alto solo (2014), éditions Delatour-France
- Romance pour alto et piano (2020), éditions U.M.P.
- Petite suite pour violoncelle et piano (2020), éditions U.M.P.
- Arabesque pour alto solo (2021), éditions U.M.P.

## Distinctions
- Special Award "Best newly composed song", pour la mélodie "Chez nous", Teatro Communale di Bologna (2022)
- Prix de la Fondation Maurice Carême (Belgique), pour la mise en musique de La lanterne magique (2017)
- Prix du meilleur pianiste, 8e concours international de mélodies françaises de Toulouse (2015)
- 1er prix de composition au concours international Léopold Bellan (2014)
- Prix de Mélodie, 7e concours international de chant-piano Nadia et Lili Boulanger (2013)
- Prix de la SACEM, 9e concours international de musique de chambre de Lyon (2013)

## Discographie
- Œuvres pour piano de Naji Hakim[6]. Ouverture Libanaise - Glenalmond Suite - Dumia - Shasta - Esquisses Persanes - Valse - Aalaiki'ssalaam - Variations sur Auprès de ma blonde. Rejoyce Classique.
- Mélodies de Reynaldo Hahn et Léon Delafosse. Passavant Music, avec Clémentine Decouture, soprano.
- Mélodies et Mélodrames. Passavant Music, avec François Le Roux, baryton.
- Michaël Levinas : La Passion selon St Marc, Une passion après Auschwitz, avec l'orchestre de chambre de Lausanne, DVD Belair Classiques
- Variations amoureuses de Nicolas Chevereau, avec Magali Léger, soprano.